# 디트로이트 피스턴스
디트로이트 피스턴스(영어: Detroit Pistons)는 미국 미시간주 디트로이트를 연고지로 하는 NBA 동부 콘퍼런스 센트럴 디비전 소속 프로 농구 팀이다. 1937년 구단주 프레드 졸너에 의해 인디애나주 포트웨인에 연고를 둔 세미 프로농구팀인 포트 웨인 졸너 피스톤스로 창단되었고, 이후 1941년에 NBL의 일원으로 프로로 전향 했으면, 현 NBA 팀들 중 가장 오랜 역사를 자랑하는 팀이다.
1948년에 NBA의 전신인 BAA로 합류하였고 1949년엔 구단주 프레드 졸너가 BAA와 NBL이 합병하여 NBA를 만드는 데 큰 역할을 하기도 했다. NBL에선 2회 우승을 차지할 정도로 강팀이었던 피스턴스는 NBA 합류 이후 약 40여년간 이렇다할 성적을 내지 못했다. 하지만 1980년대 후반 감독 척 댈리의 지도력과 '배드 보이즈'(BAD BOYS)의 능력이 결합하면서 컨퍼런스 3연패, 리그 2연패의 위업을 달성했다.
그로부터 약 10년 뒤인 2000년대에 접어들면서 피스턴스는 다시 상승세를 타기 시작, 2004년에 로스앤젤레스 레이커스를 4승 1패로 누르고 14년만의 우승을 달성했다. 다음 해인 2005년엔 NBA 결승전에서 샌안토니오 스퍼스에 3승 4패로 아깝게 패배하며 준우승에 그쳤다. 그 이후로도 고승률을 유지하며 꾸준히 컨퍼런스 파이널에 진출, 동부 컨퍼런스의 강자로 자리매김했다.

## 역대 홈경기장

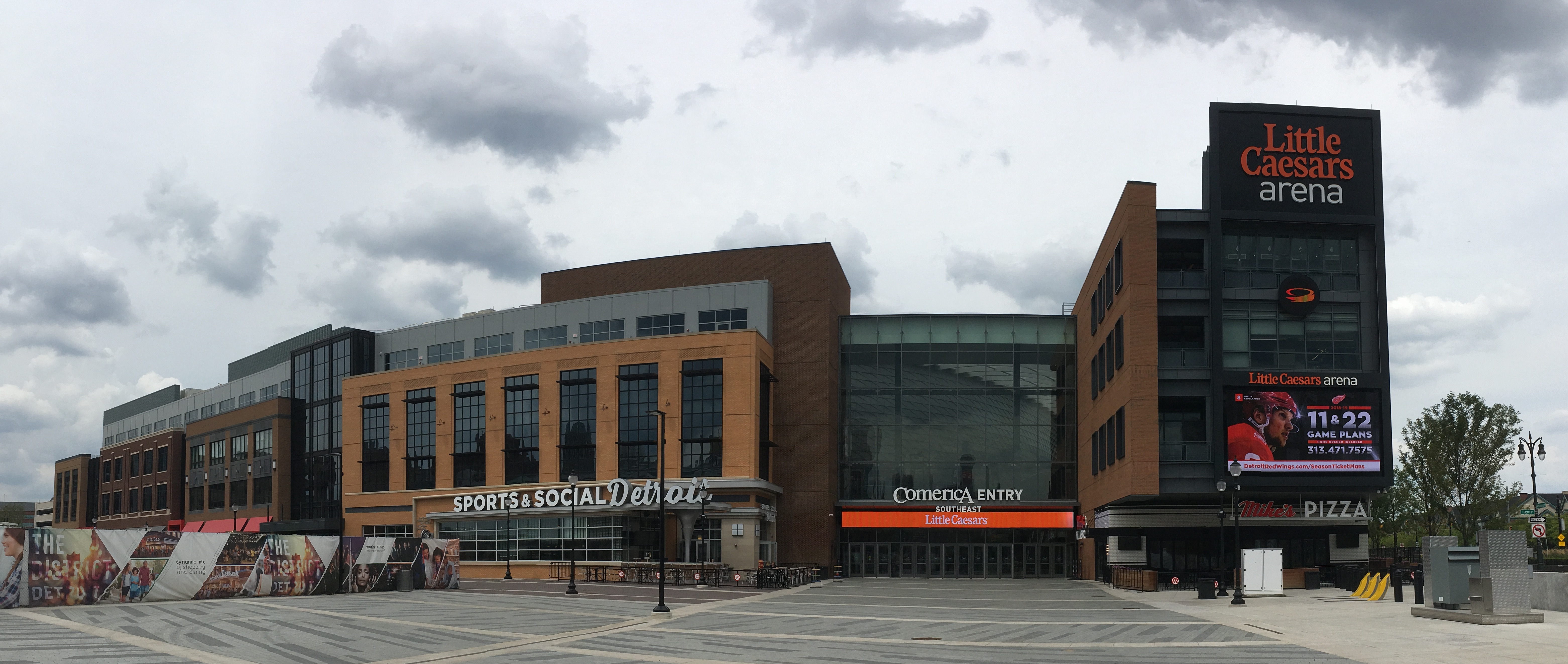
디트로이트 피스턴스의 홈경기장인 리틀시저스 아레나

| 경기장                                    | 사용기간      | 수용인원 | 장소                | 비고                                                                                    |
| ----------------------------------------- | ------------- | -------- | ------------------- | --------------------------------------------------------------------------------------- |
| 포트웨인 졸너 피스턴스/포트 웨인 피스턴스 |               |          |                     |                                                                                         |
| 노스 사이드 하이 스쿨 체육관              | 1941년~1952년 | 3,000명  | 인디애나주 포트웨인 | 빈칸                                                                                    |
| 포트웨인 피스턴스                         |               |          |                     |                                                                                         |
| 앨런 카운티 워 메모리얼 콜리시엄          | 1952년~1957년 | 10,000명 | 인디애나주 포트웨인 | 빈칸                                                                                    |
| 디트로이트 피스턴스                       |               |          |                     |                                                                                         |
| 디트로이트 올림피아                       | 1957년~1961년 | 15,000명 | 미시간주 디트로이트 | 빈칸                                                                                    |
| 메모리얼 빌딩                             | 1957년~1961년 | 7,917명  | 미시간주 디트로이트 | 제2홈경기장                                                                             |
| 코보 아레나                               | 1961년~1978년 | 12,191명 | 미시간주 디트로이트 | 빈칸                                                                                    |
| 폰티액 실버돔                             | 1978년~1988년 | 33,000명 | 미시간주 폰티액     | 빈칸                                                                                    |
| 조 루이스 아레나                          | 1985년        | 20,153명 | 미시간주 디트로이트 | 눈보라로 인해 폰티액 실버돔 지붕이 무너진 후 잔여시즌과 플레이오프 홈경기장으로 사용함. |
| 더 팰리스 오브 오번 힐스                  | 1988년~2017년 | 21,231명 | 미시간주 오번 힐스  | 빈칸                                                                                    |
| 리틀시저스 아레나                         | 2017년~현재   | 20,332명 | 미시간주 디트로이트 | 빈칸                                                                                    |

## 영구 결번
| 번호                | 이름              | 포지션 | 활동 기간                   | 비고                                        |
| ------------------- | ----------------- | ------ | --------------------------- | ------------------------------------------- |
| 디트로이트 피스턴스 |                   |        |                             |                                             |
| 1                   | 천시 빌럽스       | 가드   | 2002년~2008년 2013년~2014년 | 빈칸                                        |
| 2                   | 척 댈리           | 빈칸   | 1983년~1992년               | 전 감독 케이드 커닝햄 (2021년~현재) 착용함. |
| 3                   | 벤 월러스         | 센터   | 2000년~2006년 2009년~2012년 | 빈칸                                        |
| 4                   | 조 듀마스         | 가드   | 1985년~1999년               | 전 단장                                     |
| 6                   | 빌 러셀           | 센터   | 빈칸                        | NBA 최초로 전 구단 영구결번됨.              |
| 10                  | 데니스 로드맨     | 포워드 | 1986년~1993년               | 그렉 먼로 (2010년~2015년) 착용함.           |
| 11                  | 아이재이아 토마스 | 가드   | 1981년~1994년               | 빈칸                                        |
| 15                  | 비니 존슨         | 가드   | 1981년~1991년               | 빈칸                                        |
| 16                  | 밥 레이니어       | 센터   | 1970년~1981년               | 빈칸                                        |
| 21                  | 데이브 빙         | 가드   | 1966년~1975년               | 빈칸                                        |
| 32                  | 리차드 해밀턴     | 가드   | 2002년~2011년               | 빈칸                                        |
| 40                  | 빌 레임비어       | 센터   | 1982년~1994년               | 빈칸                                        |
| 빈칸                | 빌 데이비슨       | 빈칸   | 1974년~2009년               | 전 구단주                                   |
| 빈칸                | 잭 맥클로스키     | 빈칸   | 1979년~1992년               | 전 단장                                     |

## 라이벌
- 시카고 불스
- 보스턴 셀틱스
- 로스앤젤레스 레이커스

## 같이 보기
- 디트로이트 팰컨스
- 디토로이트 쇼크
- 디트로이트 WNBA 팀